# Sport-Verein Werder von 1899 1999-2000
Questa voce raccoglie le informazioni riguardanti lo Sport-Verein Werder von 1899 nelle competizioni ufficiali della stagione 1999-2000.

## Stagione
Nella stagione 1999-2000 il Werder Brema, allenato da Thomas Schaaf, concluse il campionato di Bundesliga al 9º posto. In Coppa di Germania il Werder Brema perse la finale con il Bayern Monaco. In Coppa di Lega il Werder Brema perse la finale con il Bayern Monaco. In Coppa UEFA il Werder Brema fu eliminato ai quarti di finale dall'Arsenal.

## Rosa
| N. |                                | Ruolo | Calciatore      |
| -- | ------------------------------ | ----- | --------------- |
| 1  | Germania (bandiera)            | P     | Frank Rost      |
| 3  | Svizzera (bandiera)            | C     | Raphaël Wicky   |
| 4  | Germania (bandiera)            | C     | Dirk Flock      |
| 5  | Germania (bandiera)            | C     | Dieter Eilts    |
| 6  | Germania (bandiera)            | D     | Frank Baumann   |
| 7  | Ucraina (bandiera)             | C     | Yuriy Maksimov  |
| 8  | Germania (bandiera)            | D     | Bernhard Trares |
| 9  | Serbia e Montenegro (bandiera) | A     | Rade Bogdanović |
| 10 | Perù (bandiera)                | A     | Claudio Pizarro |
| 11 | Polonia (bandiera)             | D     | Jacek Chańko    |
| 12 | Germania (bandiera)            | P     | Stefan Brasas   |
| 13 | Germania (bandiera)            | D     | Andree Wiedener |
| 15 | Germania (bandiera)            | C     | Dieter Frey     |
| 16 | Germania (bandiera)            | P     | Pascal Borel    |

| N. |                     | Ruolo | Calciatore          |
| -- | ------------------- | ----- | ------------------- |
| 17 | Germania (bandiera) | C     | Marco Bode          |
| 18 | Austria (bandiera)  | C     | Andreas Herzog      |
| 19 | Ucraina (bandiera)  | D     | Viktor Skrypnyk     |
| 22 | Germania (bandiera) | C     | Torsten Frings      |
| 23 | Germania (bandiera) | C     | Christoph Dabrowski |
| 25 | Germania (bandiera) | A     | Sören Seidel        |
| 26 | Germania (bandiera) | C     | Timo Schultz        |
| 28 | Namibia (bandiera)  | D     | Razundara Tjikuzu   |
| 32 | Brasile (bandiera)  | A     | Ailton              |
| 33 | Germania (bandiera) | C     | Mike Barten         |
| 35 | Canada (bandiera)   | C     | Paul Stalteri       |
| 36 | Brasile (bandiera)  | D     | Júlio César         |
| 38 | Germania (bandiera) | D     | Björn Schierenbeck  |
| 39 | Germania (bandiera) | C     | Danny Fütterer      |

## Organigramma societario
Area tecnica
- Allenatore: Thomas Schaaf
- Allenatore in seconda: Karl-Heinz Kamp
- Preparatore dei portieri: Dieter Burdenski
- Preparatori atletici:

## Calciomercato

### Sessione estiva
| Acquisti | Acquisti          | Acquisti        | Acquisti |
| R.       | Nome              | da              | Modalità |
| -------- | ----------------- | --------------- | -------- |
| A        | Claudio Pizarro   | Alianza Lima    |          |
| A        | Adrian Kunz       | Zurigo          |          |
| D        | Frank Baumann     | Norimberga      |          |
| D        | Jacek Chańko      | Stomil Olsztyn  |          |
| D        | Júlio César       | Panathīnaïkos   |          |
| A        | Sören Seidel      | Hannover 96     |          |
| D        | Razundara Tjikuzu | Werder Brema II |          |

| Cessioni | Cessioni        | Cessioni      | Cessioni |
| R.       | Nome            | a             | Modalità |
| -------- | --------------- | ------------- | -------- |
| D        | Sven Benken     | Hansa Rostock |          |
| C        | Christian Brand | Wolfsburg     |          |
| C        | Jens Todt       | Stoccarda     |          |

### Sessione invernale
| Acquisti | Acquisti | Acquisti | Acquisti |
| R.       | Nome     | da       | Modalità |
| -------- | -------- | -------- | -------- |

| Cessioni | Cessioni          | Cessioni               | Cessioni |
| R.       | Nome              | a                      | Modalità |
| -------- | ----------------- | ---------------------- | -------- |
| C        | Lodewijk Roembiak | Aarau                  |          |
| C        | Uwe Harttgen      | Oberneuland            |          |
| A        | Dirk Weetendorf   | Eintracht Braunschweig |          |
| D        | Paweł Wojtala     | Legia Varsavia         |          |

## Risultati

### Bundesliga

#### Girone di andata
| Stoccarda 14 agosto 1999, ore 15:30 CEST 1ª giornata | Stoccarda | 0 – 0 referto | Werder Brema | Gottlieb-Daimler-Stadion (33 000 spett.)\| Arbitro: \| Dardenne \| |
| Arbitro:                                             | Dardenne  |               |              |                                                                    |

| Arbitro: | Buchhart |

|  |           |             |
|  | Marcatori | 48’ Asamoah |

| Arbitro: | Merk |

|            |           |                |
| Aračić 10’ | Marcatori | 75’ Bogdanović |

| Arbitro: | Aust |

|                                                              |           |  |
| Pizarro 20’ Bode 42’ Bogdanović 46’ Frings 49’ Dabrowski 89’ | Marcatori |  |

| Arbitro: | Albrecht |

|                            |           |                                                     |
| Juskowiak 4’ Akpoborie 37’ | Marcatori | 25’, 40’, 89’ Bode 42’ Ailton 46’, 71’, 83’ Pizarro |

| Arbitro: | Keßler |

|                          |           |                                |
| Baumann 16’ Maksimov 82’ | Marcatori | 60’ Zdrilić 75’ (rig.) de Haar |

| Arbitro: | Wack |

|                       |           |                |
| Zeyer 33’ Sellimi 63’ | Marcatori | 60’ Bogdanović |

| Arbitro: | Krug |

|                   |           |                                        |
| Herzog 73’ (rig.) | Marcatori | 9’ Tapalović 60’ Winkler 90’ Borimirov |

| Arbitro: | Aust |

|            |           |                                        |
| Ricken 57’ | Marcatori | 5’ (aut.) Lehmann 42’ Bode 80’ Pizarro |

| Arbitro: | Strampe |

|                       |           |                   |
| Pizarro 4’ Ailton 85’ | Marcatori | 74’ (rig.) Wibrån |

| Arbitro: | Zerr |

|                       |           |                     |
| Weissenberger 9’, 70’ | Marcatori | 52’ Bode 88’ Seidel |

| Arbitro: | Merk |

|                         |           |               |
| Ailton 3’, 66’ Bode 90’ | Marcatori | 24’ Kutschera |

| Arbitro: | Fandel |

|                     |           |                 |
| Bode 62’ Ailton 81’ | Marcatori | 90’ (rig.) Butt |

| Arbitro: | Berg |

|                                            |           |                        |
| Živković 5’ Kirsten 47’ (rig.) Emerson 66’ | Marcatori | 20’ Pizarro 54’ Ailton |

| Arbitro: | Weiner |

|                         |           |                               |
| Maksimov 27’ Ailton 35’ | Marcatori | 75’ Straube 88’ Breitenreiter |

| Arbitro: | Wagner |

|  |           |               |
|  | Marcatori | 14’ Dabrowski |

| Arbitro: | Fröhlich |

|  |           |                        |
|  | Marcatori | 71’ Jancker 82’ Sérgio |

#### Girone di ritorno
| Arbitro: | Wack |

|                      |           |             |
| Trares 6’ Herzog 13’ | Marcatori | 68’ Lisztes |

| Arbitro: | Koop |

|                         |           |            |
| Sand 6’, 83’ Mpenza 46’ | Marcatori | 33’ Ailton |

| Arbitro: | Stark |

|                                            |           |           |
| Trares 8’ Baumann 17’ Eilts 20’ Ailton 78’ | Marcatori | 50’ Alves |

| Arbitro: | Keßler |

|                                                       |           |                             |
| Pettersson 26’ Djorkaeff 49’ (rig.), 67’ Strasser 72’ | Marcatori | 23’, 42’ Baumann 83’ Herzog |

| Arbitro: | Fleischer |

|                       |           |                        |
| Trares 6’ Pizarro 83’ | Marcatori | 2’ Munteanu 63’ Hengen |

| Arbitro: | Wagner |

|                  |           |            |
| de Haar 15’, 51’ | Marcatori | 68’ Ailton |

| Arbitro: | Krug |

|                                                        |           |                                |
| Bode 4’, 53’ Pizarro 43’ Baumann 51’ Ailton 72’ (rig.) | Marcatori | 15’ Weißhaupt 64’ (rig.) Zeyer |

| Arbitro: | Strampe |

|          |           |  |
| Kurz 51’ | Marcatori |  |

| Arbitro: | Albrecht |

|                                        |           |                   |
| Ailton 32’ Maksimov 40’ Bogdanović 50’ | Marcatori | 22’ Reina 56’ But |

| Arbitro: | Krug |

|                   |           |          |
| Wibrån 35’ (rig.) | Marcatori | 36’ Bode |

| Arbitro: | Meyer |

|                                   |           |          |
| Frings 21’, 54’ Herzog 41’ (rig.) | Marcatori | 65’ Bode |

| Arbitro: | Heynemann |

|                  |           |  |
| Heldt 70’ (rig.) | Marcatori |  |

| Amburgo 15 aprile 2000, ore 15:30 CEST 30ª giornata | Amburgo | 0 – 0 referto | Werder Brema | Volksparkstadion (52 800 spett.)\| Arbitro: \| Strampe \| |
| Arbitro:                                            | Strampe |               |              |                                                           |

| Arbitro: | Krug |

|           |           |                                  |
| Flock 86’ | Marcatori | 29’ Kirsten 35’ Rink 41’ Roberto |

| Arbitro: | Koop |

|                   |           |  |
| Breitenreiter 75’ | Marcatori |  |

| Arbitro: | Albrecht |

|                                            |           |  |
| Pizarro 4’ Bode 18’ Herzog 68’ (rig.), 76’ | Marcatori |  |

| Arbitro: | Merk |

|                            |           |          |
| Jancker 2’, 12’ Sérgio 16’ | Marcatori | 40’ Bode |

### Coppa di Germania
| Arbitro: | Fleischer |

|                                         |                      |                                                         |
| Ailton 85’ Bode 103’                    | Marcatori            | 69’, 100’ Wagner                                        |
| Ailton Pizarro Wicky Frings Herzog Rost | Tiri di rigore 4 – 3 | Schjønberg Djorkaeff Sobotzik Wagner Marschall Strasser |

| Arbitro: | Heynemann |

|                  |           |             |
| Pizarro 21’, 88’ | Marcatori | 33’ Leandro |

| Arbitro: | Merk |

|           |           |                 |
| Weber 63’ | Marcatori | 79’, 87’ Ailton |

| Arbitro: | Jansen |

|                            |           |           |
| Dabrowski 2’ Maksimov 103’ | Marcatori | 83’ Özkan |

| Arbitro: | Berg |

|  |           |                                 |
|  | Marcatori | 57’ Élber 83’ Sérgio 90’ Scholl |

### Coppa di Lega
| Arbitro: | Koop |

|                     |           |            |
| Seidel 28’ Bode 77’ | Marcatori | 6’ Kirsten |

| Arbitro: | Weber |

|            |           |                       |
| Seidel 56’ | Marcatori | 34’ Sérgio 43’ Tarnat |

### Coppa UEFA
| Arbitro: | Yarmenchuk |

|  |           |                                                   |
|  | Marcatori | 12’, 76’ Pizarro 44’, 55’ Bogdanović 60’ Maksimov |

| Arbitro: | Erdemir |

|            |           |              |
| Ailton 76’ | Marcatori | 36’ Staurvik |

| Brema 21 ottobre 1999, ore CEST Secondo turno | Werder Brema | 0 – 0 referto | Viking | Weserstadion (5 984 spett.)\| Arbitro: \| Romain \| |
| Arbitro:                                      | Romain       |               |        |                                                     |

| Arbitro: | Ibáñez |

|                        |           |                         |
| Berland 3’ Daðason 79’ | Marcatori | 43’ Wiedener 69’ Herzog |

| Arbitro: | Messina |

|                                 |           |  |
| Anderson 13’, 45’ Vairelles 77’ | Marcatori |  |

| Arbitro: | Uzunov |

|                                                    |           |  |
| Bode 16’ Herzog 39’ (rig.) Baumann 54’ Pizarro 77’ | Marcatori |  |

| Arbitro: | Piraux |

|           |           |  |
| Crespo 5’ | Marcatori |  |

| Arbitro: | Wójcik |

|                                             |           |            |
| Dabrowski 30’ Bode 45’ Cannavaro 66’ (aut.) | Marcatori | 32’ Stanić |

| Arbitro: | Colombo |

|                         |           |  |
| Henry 21’ Ljungberg 75’ | Marcatori |  |

| Arbitro: | Nielsen |

|                         |           |                                |
| Bode 41’ Bogdanović 60’ | Marcatori | 8’, 25’, 70’ Parlour 59’ Henry |

## Statistiche

### Statistiche di squadra
| Competizione      | Punti | In casa | In casa | In casa | In casa | In casa | In casa | In trasferta | In trasferta | In trasferta | In trasferta | In trasferta | In trasferta | Totale | Totale | Totale | Totale | Totale | Totale | DR  |
| Competizione      | Punti | G       | V       | N       | P       | Gf      | Gs      | G            | V            | N            | P            | Gf           | Gs           | G      | V      | N      | P      | Gf     | Gs     | DR  |
| ----------------- | ----- | ------- | ------- | ------- | ------- | ------- | ------- | ------------ | ------------ | ------------ | ------------ | ------------ | ------------ | ------ | ------ | ------ | ------ | ------ | ------ | --- |
| Bundesliga        | 47    | 17      | 10      | 3       | 4       | 41      | 25      | 17           | 3            | 5            | 9            | 24           | 27           | 34     | 13     | 8      | 13     | 65     | 52     | +13 |
| Coppa di Germania | -     | 4       | 2       | 1       | 1       | 6       | 7       | 1            | 1            | 0            | 0            | 2            | 1            | 5      | 3      | 1      | 1      | 8      | 8      | 0   |
| Coppa di Lega     | -     | 2       | 1       | 0       | 1       | 3       | 3       | 0            | 0            | 0            | 0            | 0            | 0            | 2      | 1      | 0      | 1      | 3      | 3      | 0   |
| Coppa UEFA        | -     | 5       | 2       | 2       | 1       | 10      | 6       | 5            | 1            | 1            | 3            | 7            | 8            | 10     | 3      | 3      | 4      | 17     | 14     | +3  |
| Totale            | 47    | 28      | 15      | 6       | 7       | 60      | 41      | 23           | 5            | 6            | 12           | 33           | 36           | 51     | 20     | 12     | 19     | 93     | 77     | +16 |

### Andamento in campionato
| Giornata  | 1 | 2  | 3  | 4  | 5 | 6 | 7  | 8  | 9 | 10 | 11 | 12 | 13 | 14 | 15 | 16 | 17 | 18 | 19 | 20 | 21 | 22 | 23 | 24 | 25 | 26 | 27 | 28 | 29 | 30 | 31 | 32 | 33 | 34 |
| --------- | - | -- | -- | -- | - | - | -- | -- | - | -- | -- | -- | -- | -- | -- | -- | -- | -- | -- | -- | -- | -- | -- | -- | -- | -- | -- | -- | -- | -- | -- | -- | -- | -- |
| Luogo     | T | C  | T  | C  | T | C | T  | C  | T | C  | T  | C  | C  | T  | C  | T  | C  | C  | T  | C  | T  | C  | T  | C  | T  | C  | T  | C  | T  | T  | C  | T  | C  | T  |
| Risultato | N | P  | N  | V  | V | N | P  | P  | V | V  | N  | V  | V  | P  | N  | V  | P  | V  | P  | V  | P  | N  | P  | V  | P  | V  | N  | V  | P  | N  | P  | P  | V  | P  |
| Posizione | 9 | 14 | 15 | 10 | 5 | 5 | 10 | 13 | 9 | 6  | 6  | 5  | 4  | 7  | 6  | 4  | 7  | 4  | 4  | 4  | 5  | 4  | 6  | 5  | 6  | 6  | 4  | 4  | 6  | 7  | 8  | 8  | 7  | 9  |

Legenda:

Luogo: C = Casa; T = Trasferta. Risultato: V = Vittoria; N = Pareggio; P = Sconfitta.

### Statistiche dei giocatori
| Giocatore       | Bundesliga | Bundesliga | Bundesliga  | Bundesliga | Coppa di Germania | Coppa di Germania | Coppa di Germania | Coppa di Germania | Coppa di Lega | Coppa di Lega | Coppa di Lega | Coppa di Lega | Coppa UEFA | Coppa UEFA | Coppa UEFA  | Coppa UEFA | Totale   | Totale | Totale      | Totale     |
| Giocatore       | Presenze   | Reti       | Ammonizioni | Espulsioni | Presenze          | Reti              | Ammonizioni       | Espulsioni        | Presenze      | Reti          | Ammonizioni   | Espulsioni    | Presenze   | Reti       | Ammonizioni | Espulsioni | Presenze | Reti   | Ammonizioni | Espulsioni |
| --------------- | ---------- | ---------- | ----------- | ---------- | ----------------- | ----------------- | ----------------- | ----------------- | ------------- | ------------- | ------------- | ------------- | ---------- | ---------- | ----------- | ---------- | -------- | ------ | ----------- | ---------- |
| A. Ailton       | 29         | 12         | 7           | 0          | 5                 | 3                 | 3                 | 0                 | 2             | 0             | 0             | 0             | 9          | 1          | 0           | 0          | 45       | 16     | 10          | 0          |
| M. Barten       | 16         | 0          | 0           | 0          | 2                 | 0                 | 0                 | 0                 | 1             | 0             | 0             | 0             | 4          | 0          | 0           | 0          | 23       | 0      | 0           | 0          |
| F. Baumann      | 32         | 5          | 7           | 0          | 5                 | 0                 | 1                 | 0                 | 2             | 0             | 0             | 0             | 10         | 1          | 2           | 0          | 49       | 6      | 10          | 0          |
| S. Benken       | 0          | 0          | 0           | 0          | 0                 | 0                 | 0                 | 0                 | 2             | 0             | 0             | 0             | 0          | 0          | 0           | 0          | 2        | 0      | 0           | 0          |
| M. Bode         | 27         | 13         | 0           | 0          | 4                 | 1                 | 0                 | 0                 | 1             | 1             | 0             | 0             | 9          | 3          | 1           | 0          | 41       | 18     | 1           | 0          |
| R. Bogdanović   | 22         | 4          | 0           | 0          | 2                 | 0                 | 0                 | 0                 | 2             | 0             | 0             | 0             | 5          | 3          | 0           | 0          | 31       | 7      | 0           | 0          |
| P. Borel        | 0          | 0          | 0           | 0          | 0                 | 0                 | 0                 | 0                 | 0             | 0             | 0             | 0             | 0          | 0          | 0           | 0          | 0        | 0      | 0           | 0          |
| S. Brasas       | 0          | 0          | 0           | 0          | 0                 | 0                 | 0                 | 0                 | 0             | 0             | 0             | 0             | 1          | 0          | 0           | 0          | 1        | 0      | 0           | 0          |
| J. Chańko       | 0          | 0          | 0           | 0          | 0                 | 0                 | 0                 | 0                 | 0             | 0             | 0             | 0             | 2          | 0          | 0           | 0          | 2        | 0      | 0           | 0          |
| J. César        | 12         | 0          | 0           | 1          | 2                 | 0                 | 0                 | 0                 | 0             | 0             | 0             | 0             | 6          | 0          | 1           | 0          | 20       | 0      | 1           | 1          |
| C. Dabrowski    | 28         | 2          | 2           | 0          | 4                 | 1                 | 0                 | 0                 | 1             | 0             | 0             | 0             | 6          | 1          | 0           | 0          | 39       | 4      | 2           | 0          |
| D. Eilts        | 29         | 1          | 4           | 1          | 4                 | 0                 | 1                 | 0                 | 2             | 0             | 0             | 0             | 9          | 0          | 1           | 0          | 44       | 1      | 6           | 1          |
| D. Flock        | 12         | 1          | 0           | 0          | 1                 | 0                 | 0                 | 0                 | 1             | 0             | 0             | 0             | 0          | 0          | 0           | 0          | 14       | 1      | 0           | 0          |
| D. Frey         | 3          | 0          | 1           | 0          | 1                 | 0                 | 0                 | 0                 | 0             | 0             | 0             | 0             | 0          | 0          | 0           | 0          | 4        | 0      | 1           | 0          |
| T. Frings       | 33         | 3          | 7           | 0          | 4                 | 0                 | 2                 | 0                 | 2             | 0             | 0             | 0             | 9          | 0          | 1           | 0          | 48       | 3      | 10          | 0          |
| D. Fütterer     | 0          | 0          | 0           | 0          | 0                 | 0                 | 0                 | 0                 | 0             | 0             | 0             | 0             | 0          | 0          | 0           | 0          | 0        | 0      | 0           | 0          |
| U. Harttgen     | 0          | 0          | 0           | 0          | 0                 | 0                 | 0                 | 0                 | 0             | 0             | 0             | 0             | 0          | 0          | 0           | 0          | 0        | 0      | 0           | 0          |
| A. Herzog       | 27         | 6          | 8           | 0          | 5                 | 0                 | 1                 | 0                 | 0             | 0             | 0             | 0             | 9          | 2          | 2           | 0          | 41       | 8      | 11          | 0          |
| A. Kunz         | 0          | 0          | 0           | 0          | 0                 | 0                 | 0                 | 0                 | 1             | 0             | 0             | 0             | 0          | 0          | 0           | 0          | 1        | 0      | 0           | 0          |
| Y. Maksimov     | 29         | 3          | 7           | 1          | 4                 | 1                 | 1                 | 1                 | 2             | 0             | 0             | 0             | 8          | 1          | 0           | 0          | 43       | 5      | 8           | 2          |
| C. Pizarro      | 25         | 10         | 6           | 0          | 5                 | 2                 | 0                 | 0                 | 0             | 0             | 0             | 0             | 9          | 3          | 0           | 0          | 39       | 15     | 6           | 0          |
| L. Roembiak     | 2          | 0          | 1           | 0          | 0                 | 0                 | 0                 | 0                 | 0             | 0             | 0             | 0             | 1          | 0          | 0           | 0          | 3        | 0      | 1           | 0          |
| F. Rost         | 34         | 0          | 1           | 0          | 5                 | 0                 | 1                 | 0                 | 2             | 0             | 0             | 0             | 9          | 0          | 1           | 0          | 50       | 0      | 3           | 0          |
| B. Schierenbeck | 0          | 0          | 0           | 0          | 0                 | 0                 | 0                 | 0                 | 0             | 0             | 0             | 0             | 2          | 0          | 0           | 0          | 2        | 0      | 0           | 0          |
| T. Schultz      | 0          | 0          | 0           | 0          | 0                 | 0                 | 0                 | 0                 | 0             | 0             | 0             | 0             | 0          | 0          | 0           | 0          | 0        | 0      | 0           | 0          |
| S. Seidel       | 6          | 1          | 0           | 0          | 0                 | 0                 | 0                 | 0                 | 2             | 2             | 0             | 0             | 1          | 0          | 0           | 0          | 9        | 3      | 0           | 0          |
| V. Skrypnyk     | 5          | 0          | 1           | 0          | 1                 | 0                 | 0                 | 0                 | 0             | 0             | 0             | 0             | 0          | 0          | 0           | 0          | 6        | 0      | 1           | 0          |
| P. Stalteri     | 0          | 0          | 0           | 0          | 0                 | 0                 | 0                 | 0                 | 0             | 0             | 0             | 0             | 0          | 0          | 0           | 0          | 0        | 0      | 0           | 0          |
| R. Tjikuzu      | 25         | 0          | 5           | 0          | 4                 | 0                 | 0                 | 0                 | 0             | 0             | 0             | 0             | 5          | 0          | 0           | 0          | 34       | 0      | 5           | 0          |
| B. Trares       | 20         | 3          | 4           | 0          | 4                 | 0                 | 2                 | 0                 | 0             | 0             | 0             | 0             | 3          | 0          | 0           | 0          | 27       | 3      | 6           | 0          |
| D. Weetendorf   | 0          | 0          | 0           | 0          | 0                 | 0                 | 0                 | 0                 | 0             | 0             | 0             | 0             | 0          | 0          | 0           | 0          | 0        | 0      | 0           | 0          |
| R. Wicky        | 15         | 0          | 3           | 0          | 2                 | 0                 | 0                 | 0                 | 2             | 0             | 1             | 0             | 4          | 0          | 0           | 0          | 23       | 0      | 4           | 0          |
| A. Wiedener     | 25         | 0          | 4           | 0          | 2                 | 0                 | 1                 | 0                 | 2             | 0             | 1             | 0             | 10         | 1          | 3           | 0          | 39       | 1      | 9           | 0          |
| P. Wojtala      | 2          | 0          | 0           | 0          | 0                 | 0                 | 0                 | 0                 | 0             | 0             | 0             | 0             | 0          | 0          | 0           | 0          | 2        | 0      | 0           | 0          |